# Folkbibliotek

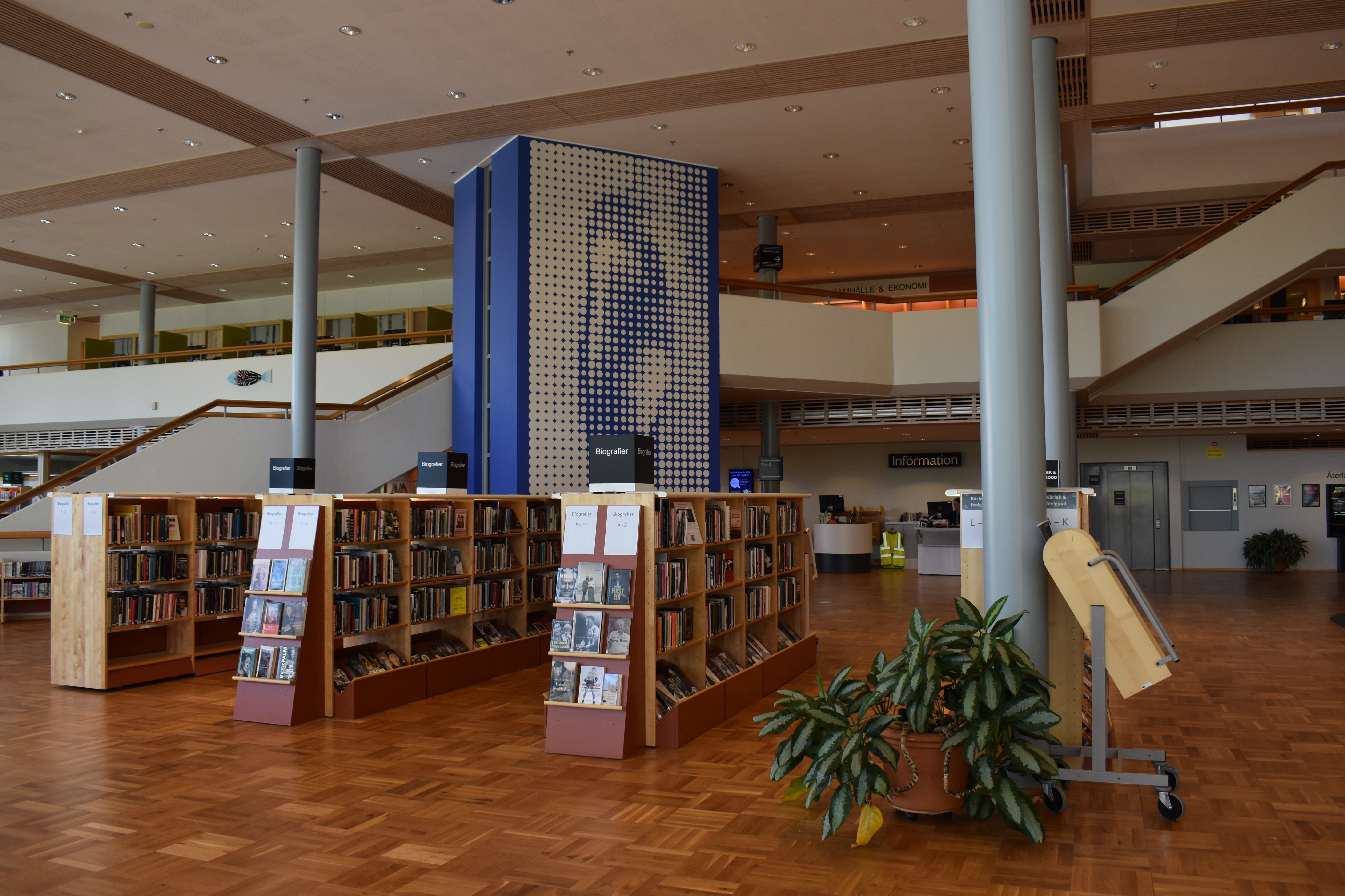
Interiör Härnösands bibliotek i Sambiblioteket

Ett folkbibliotek är ett bibliotek som är tillgängligt för allmänheten, och som är oftast offentligt finansierade. Folkbibliotek finns i många länder runtom i världen.  

## Folkbibliotek i Sverige
Folkbibliotek, idag benämnt Kommunbibliotek eller Stadsbibliotek, tidigare också Sockenbiblioteket, finns i alla Sveriges kommuner och är i normalfallet drivet i kommunal regi. Folkbiblioteken regleras i Bibliotekslagen (2013:801). Allmänheten kan vistas och låna böcker utan kostnad på ett folkbibliotek. 
Det svenska folkbibliotek blev 1998 Kollektiv mottagare av Stig Dagermanpriset.

### Historik
Det första folkbiblioteket i Sverige öppnades 1798 i Lekeryd, Småland. År 1799 startades ett sockenbibliotek av kyrkoherde Magnus Jonae Hjortsberg i Kjula socken i Södermanland, vilket räknas som ett av de första folkbiblioteken i Sverige. År 1828 föreslogs i riksdagen, om än förgäves, statsunderstöd till sockenbibliotek. 
Kort därefter, på 1830- och 1840-talet, startades av "Föreningen till spridande av nyttig folkläsning i Karlstads stift" efter brittiska förebilder en sockenbiblioteksrörelse i Värmland. Verksamheten, vars drivande krafter var prästerna, omfattade de flesta socknarna i landskapet. Föreningen utgav bland annat 1836 en mönsterförteckning över böcker. I enlighet med tidens rationalistiska tänkande lades stor vikt vid moraliska uppbyggelseskrifter och arbeten i lanthushållning, medan skönlitteratur inte uppmuntrades. Redan under denna tid märktes ansatser till ordnat gemensamt studiearbete med högläsning och diskussioner i anslutning till biblioteken. I 1842 års folkskolestadga föreskrevs skyldighet för prästerskapet att uppmuntra till inrättande av sockenbibliotek för underhållande av de i skolan förvärvade kunskaper och synnerligen för befrämjandet av en sann kristelig bildning. Även om folkskolestadgans föreskrifter inte fick någon omedelbar följd, hade man ett par årtionden senare hunnit så långt, att mer än hälften av alla socknar hade bibliotek. 1868 fanns 1437 sockenbibliotek i Sverige.
Länge gick biblioteksverksamhetens utveckling parallellt med folkskolans. Bland annat fick, när folkskoleinspektionen på 1860-talet infördes, inspektörerna skyldighet att inspektera sockenbiblioteken. Förespråkare för en friare bokinköpspolitik började nu höras, bland annat sade Per Siljeström: vad som duger för så kallade bildade läsare i allmänhet bör ock duga för allmogemannen och arbetaren.
Den stagnation i utvecklingen som på 1870-talet blev påtaglig, hade förmodligen delvis sin förklaring i att biblioteken inte följde sin tid i litteraturvalet. Först i samband med industrialismen i slutet av 1800-talet fick folkbiblioteken ny vind i seglen. Det handlade nu i första hand om bibliotek i städerna, för att kunna tillgodose arbetarnas läsbehov. I spetsen för utvecklingen gick ett och annat föreningsbibliotek och donationsbibliotek i de större städerna. Bland dessa märks det Dicksonska, som grundades i Göteborg 1861 efter brittisk förebild och fick egen byggnad 1897, en av de första folkbiblioteksbyggnader i Norden, samt Folkbildningsförbundets folkbibliotek i Stockholm 1900. Stor betydelse fick också arbetarbiblioteken, av vilka minst ett 50-tal tillkom före 1912, bland annat Stockholms arbetarbibliotek, grundat 1882. Vid samma tid tillkom även en mängd nykterhetsbibliotek, framför allt tillhörande Godtemplarorden. Vid den här tiden började även studiecirkelrörelsen och dit anknutna bibliotek att växa fram, och många hade redan från början målsättningen att inte enbart fungera som studiecirkelbibliotek utan att även vara allmänna folkbibliotek.
1912 infördes väsentligt gynnsammare villkor för statsunderstödens utgående. Understöd utgick inte längre enbart till egentliga folkbibliotek och sockenbibliotek, utan även till studiecirkelbiblioteken. Samtidigt tillsattes två bibliotekskonsulenter. 1920 tillkom även möjligheter för sjukhusbibliotek att erhålla statsunderstöd.
Regleringen av statsunderstöden vid 1929 års riksdag ledde till inrättandet av Centralbibliotek efter danskt mönster, som hade till uppgift att kostnadsfritt vid behov komplettera sockenbiblioteken med böcker som behövdes i studiesyfte, genom att sända vandringsbibliotek och genom biblioteksteknisk vägledning. 1930 inrättades Malmö och Karlstads stadsbibliotek till centralbibliotek, och 1931 blev Eskilstuna och Luleå stadsbibliotek centralbibliotek. Linköpings stifts- och landsbibliotek fungerade redan från 1926 på ett likartat sätt. 1947 fanns centralbibliotek i Lidingö, Uppsala, Eskilstuna, Jönköping, Kalmar, Visby, Karlskrona, Kristiansta, Malmö, Halmstad, Göteborg, Borås, Karlstad, Örebro, Falun, Gävle, Härnösand, Östersund, Umeå och Luleå, samt stift och landsbiblioteken i Linköping  och Skara som fungerade på snarlikt sätt. Antalet filialer för centralbiblioteken ökade också, Stockholms stadsbibliotek hade då 18 filialer, Göteborgs stadsbibliotek 6 filialer, Malmö 6 och Norrköpings 4. Det blev också allt vanligare med heltidsanställda bibliotekarier.

## Folkbibliotek i Sverige i urval
- Stockholms stadsbibliotek
- Stockholms stadsdelsbibliotek
- Stadsbiblioteket i Göteborg
- Malmö stadsbibliotek
- Stadsbiblioteket i Uppsala
- Umeå stadsbibliotek
- Norrköpings stadsbibliotek
- Jönköpings stadsbibliotek

## Folkbibliotek utanför Sverige i urval
- Oodi Helsingfors stadsbibliotek
- New York Public Library
- Nya Deichmanske bibliotek i Oslo
- DOKK1 Århus bibliotek

## Bildgalleri

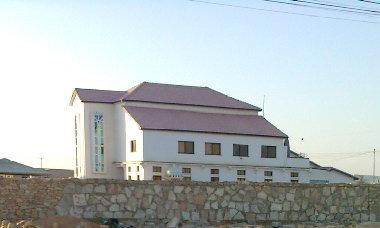
Garowe, Somalia.
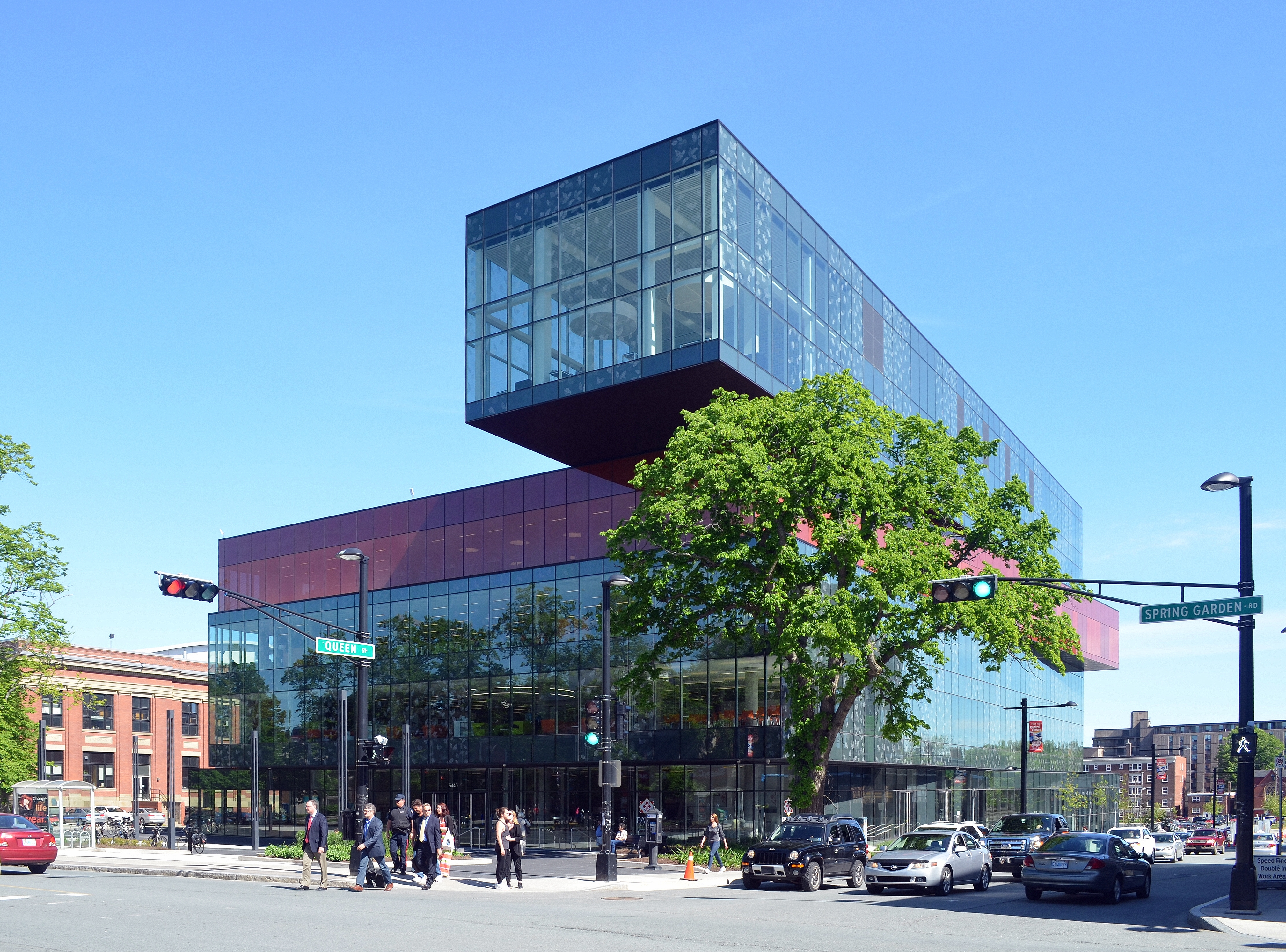
Halifax stadsbibliotek.
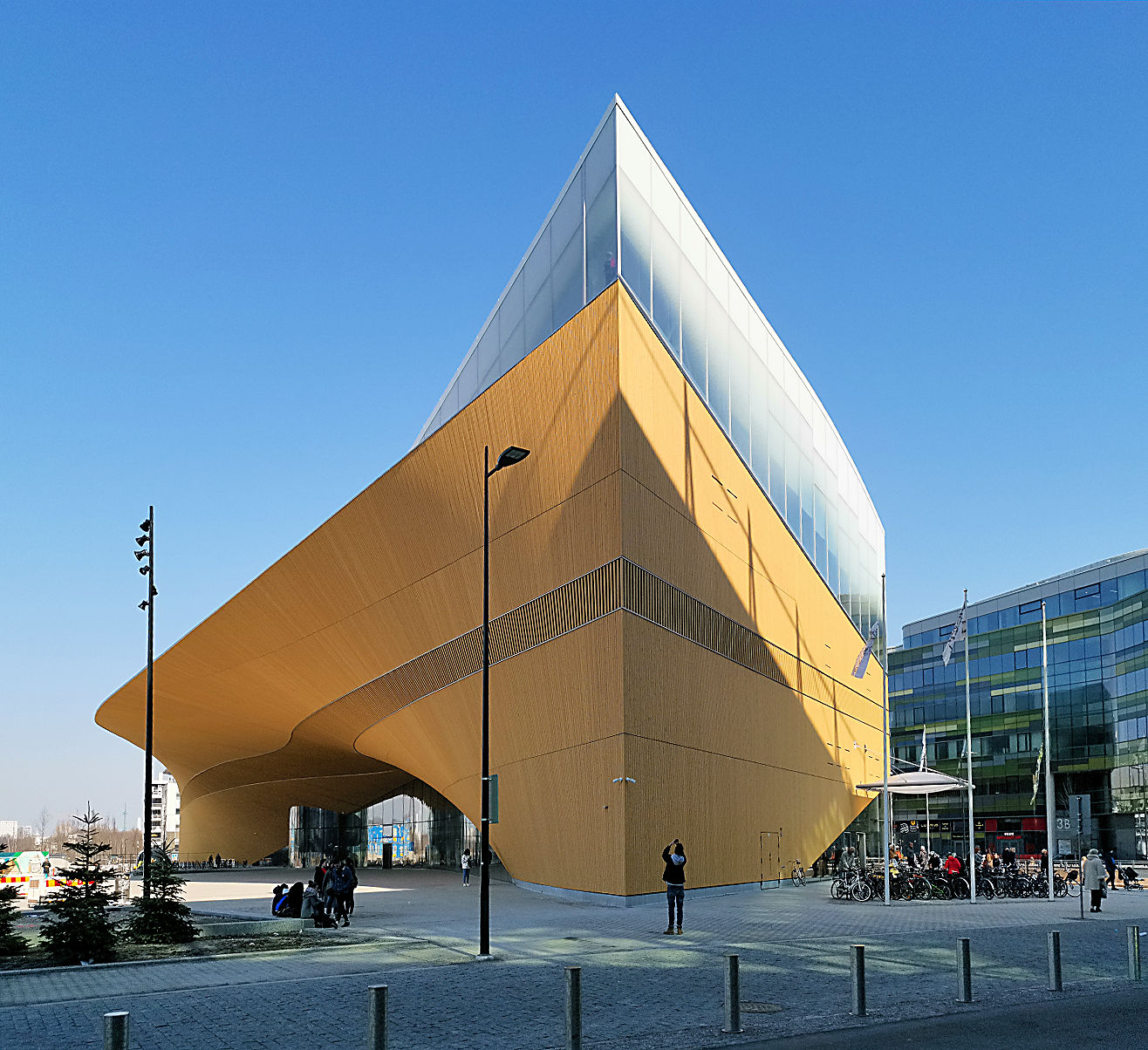
Oodi i Helsingfors, Finland.
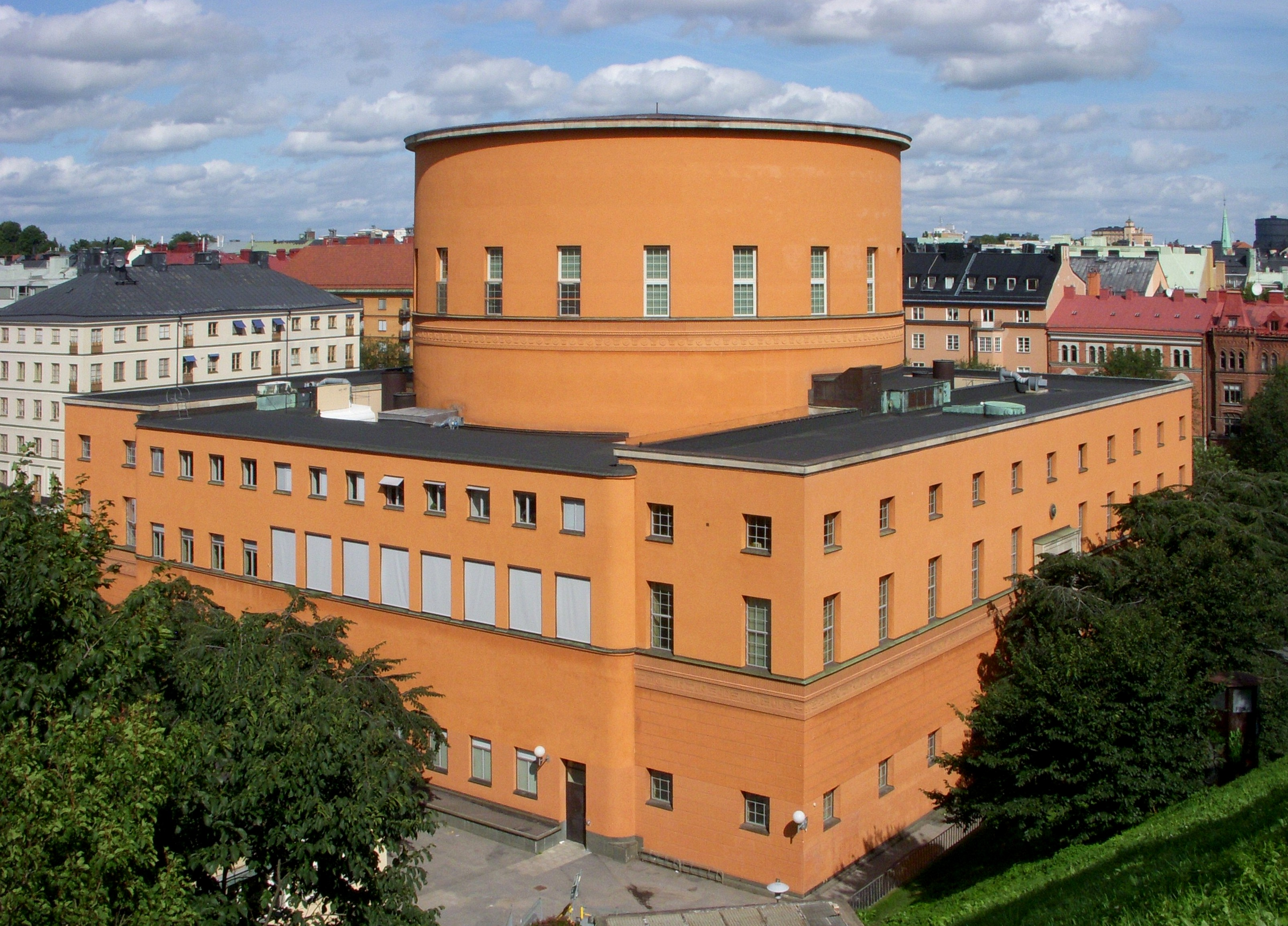
Stockholm stadsbibliotek.
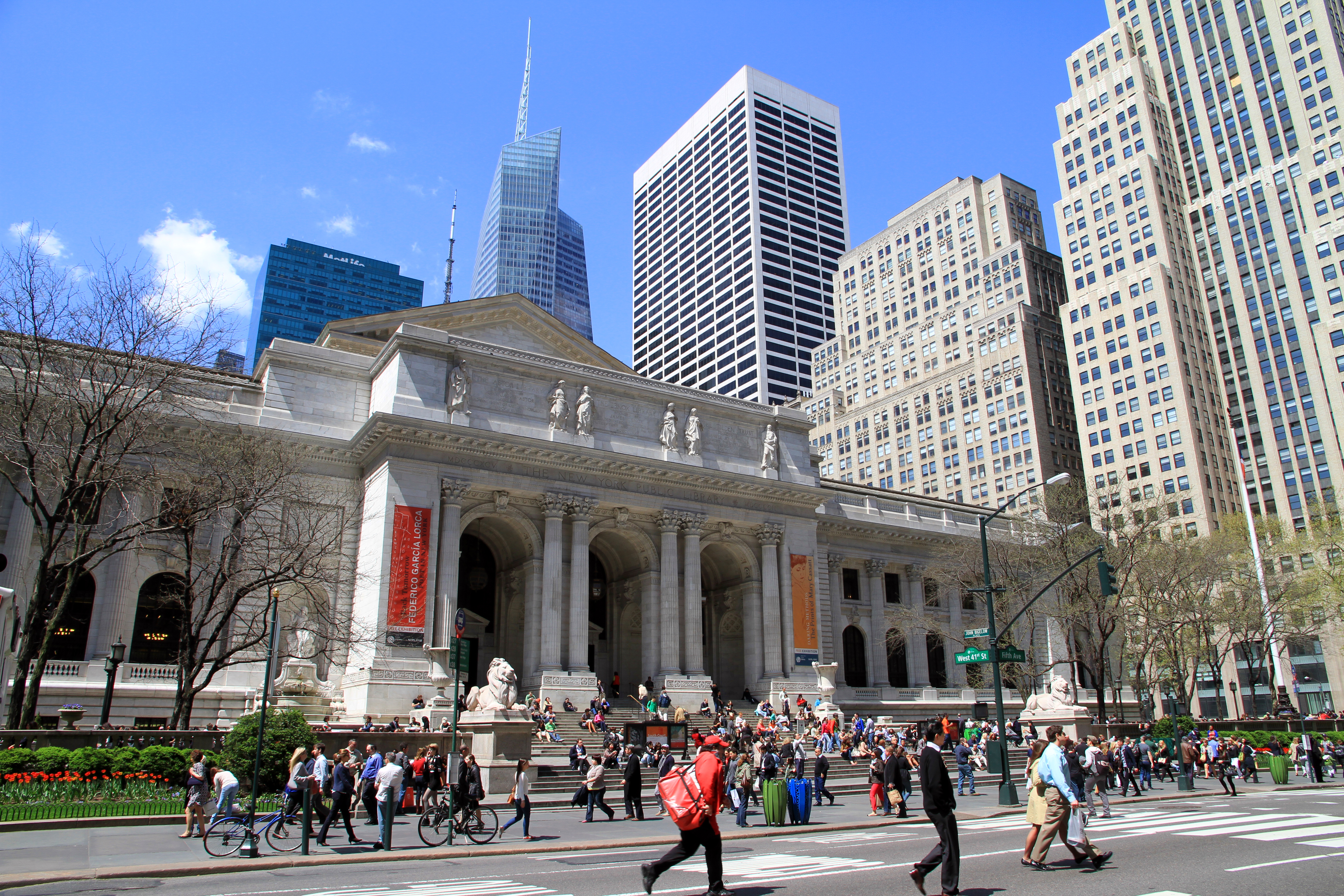
Stadsbiblioteket i New York, USA.
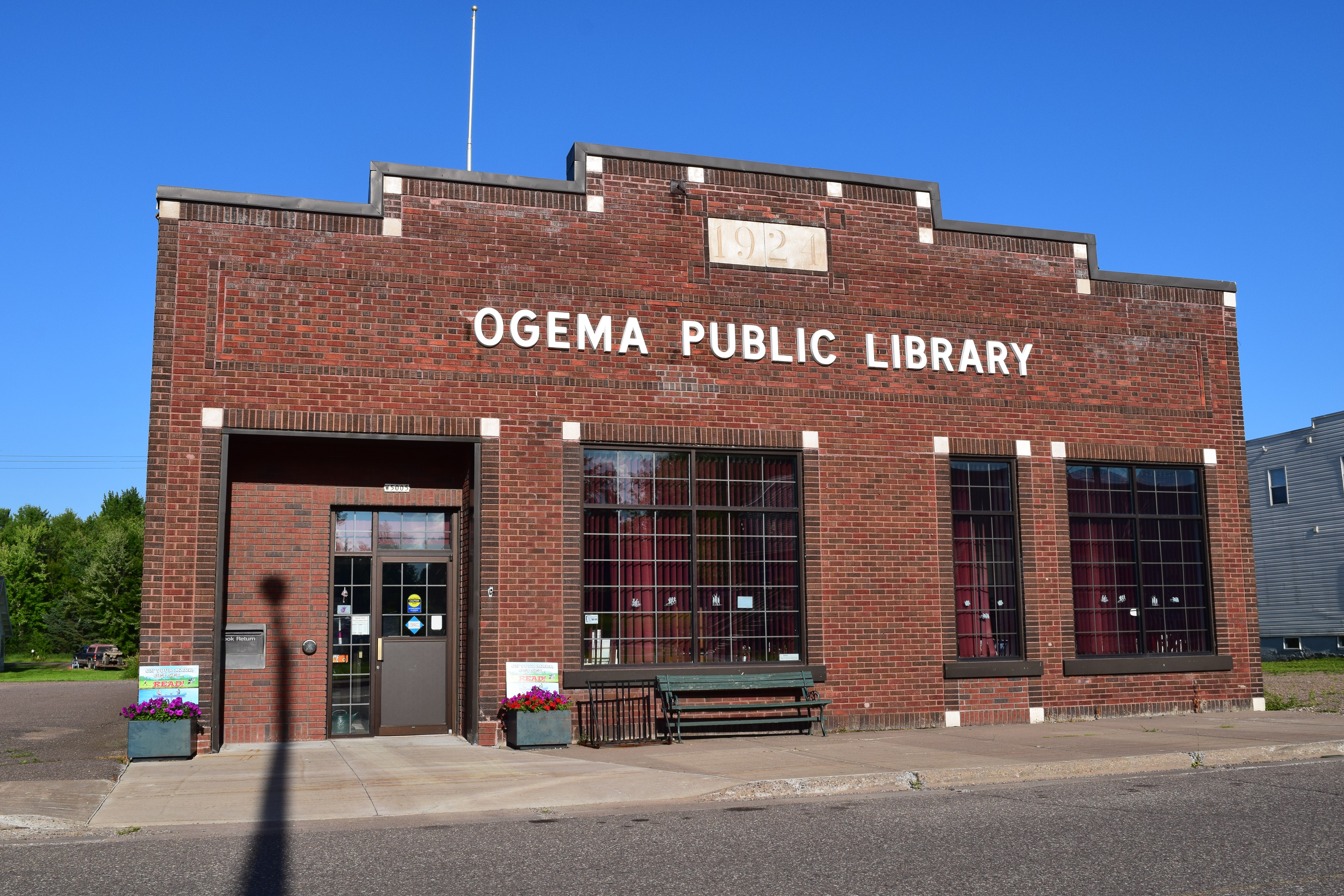
Ogema, Wisconsin, USA.
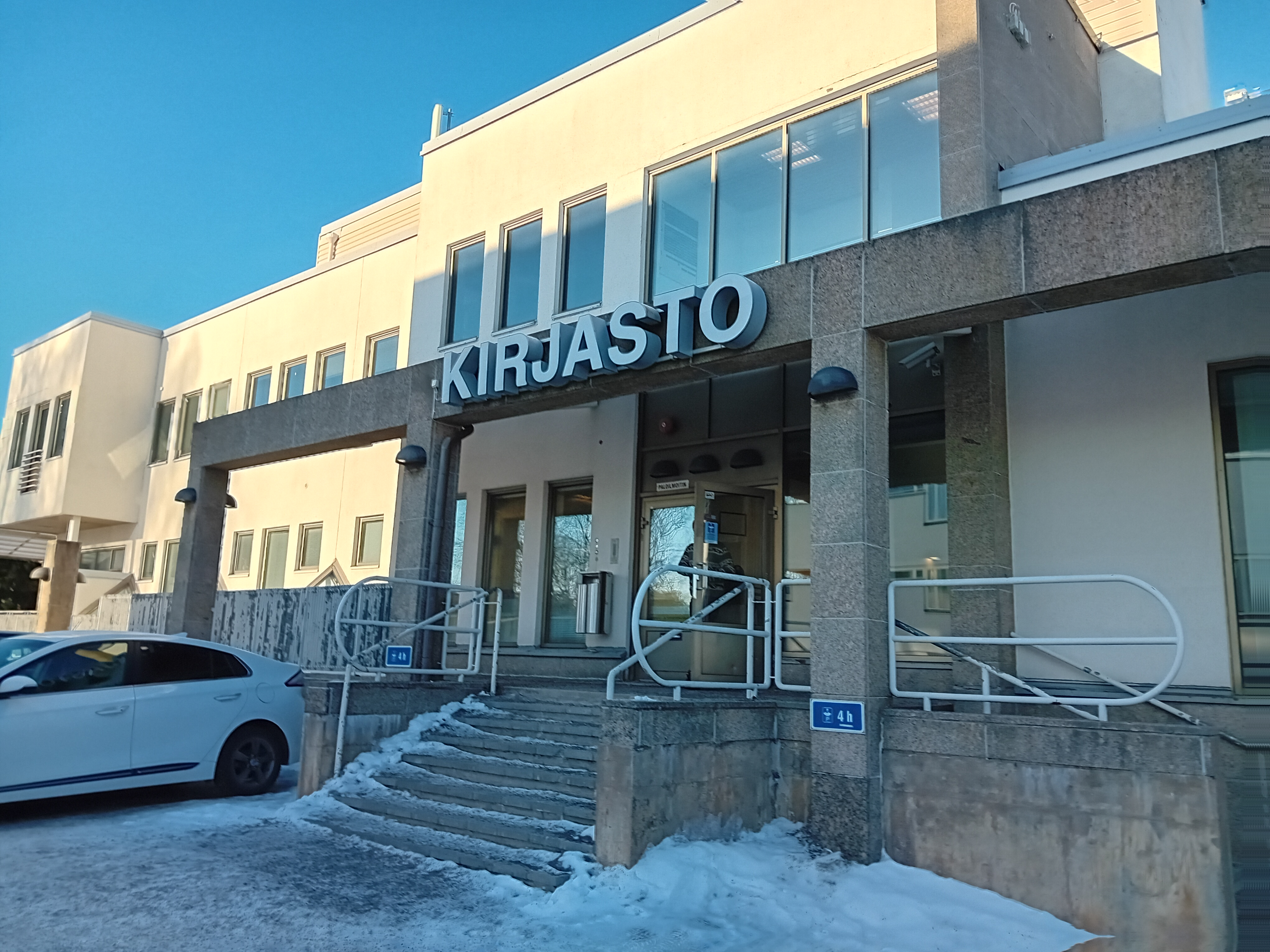
Bibliotek i Klövskog, Finland.
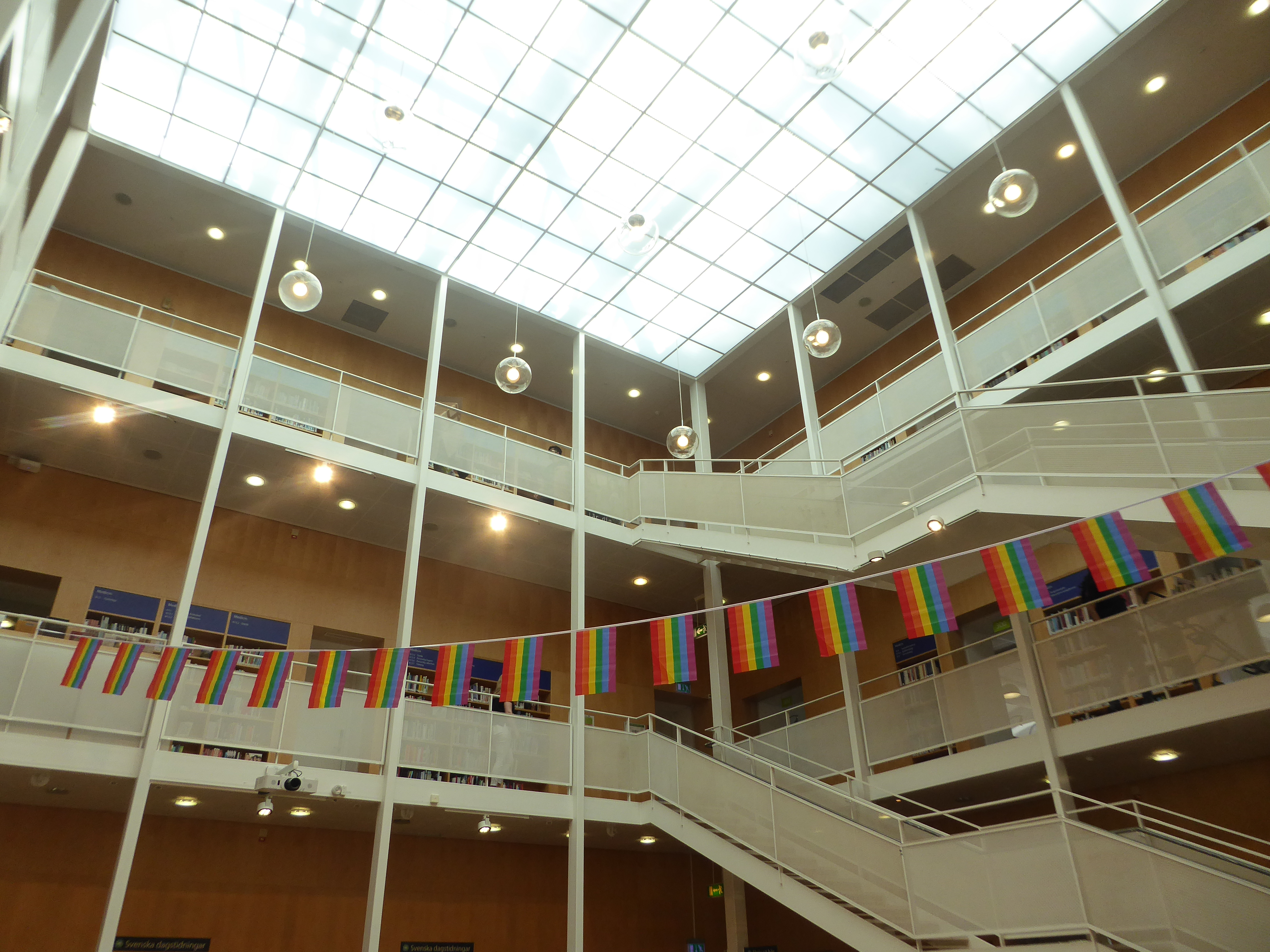
Interiör Malmö stadsbibliotek.
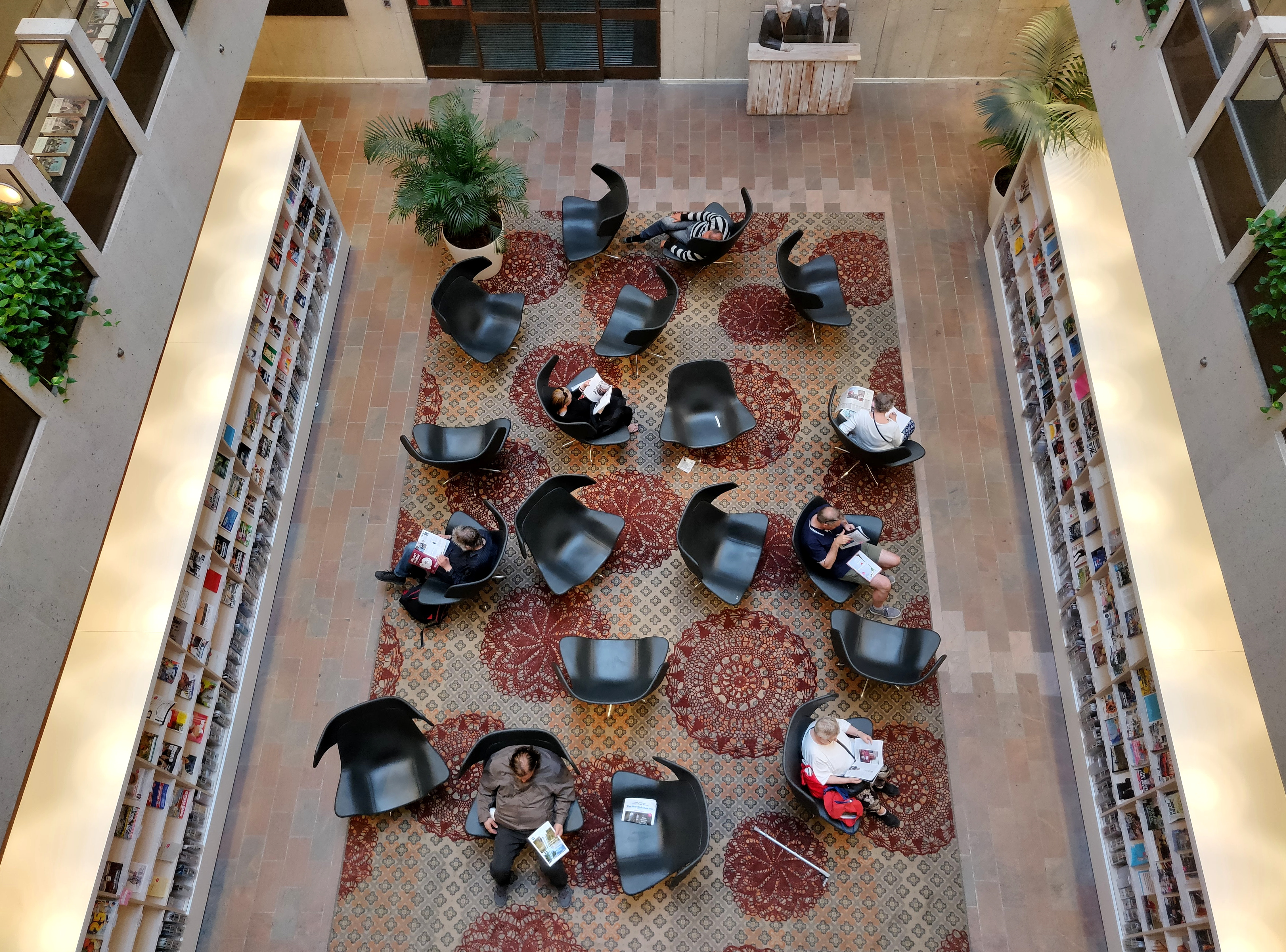
Interiör Göteborgs stadsbibliotek.
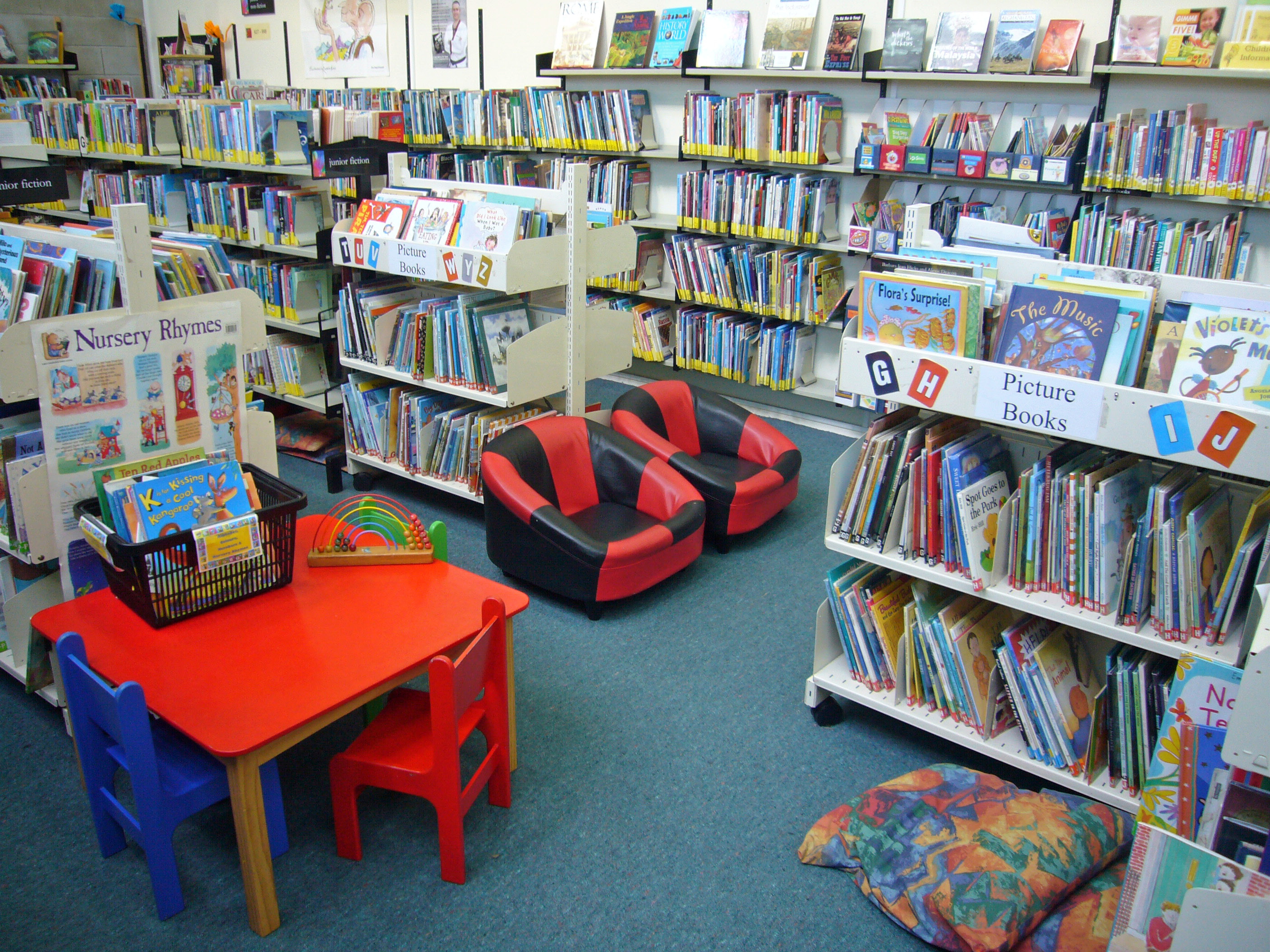
Interiör Birkenhead folkbibliotek.
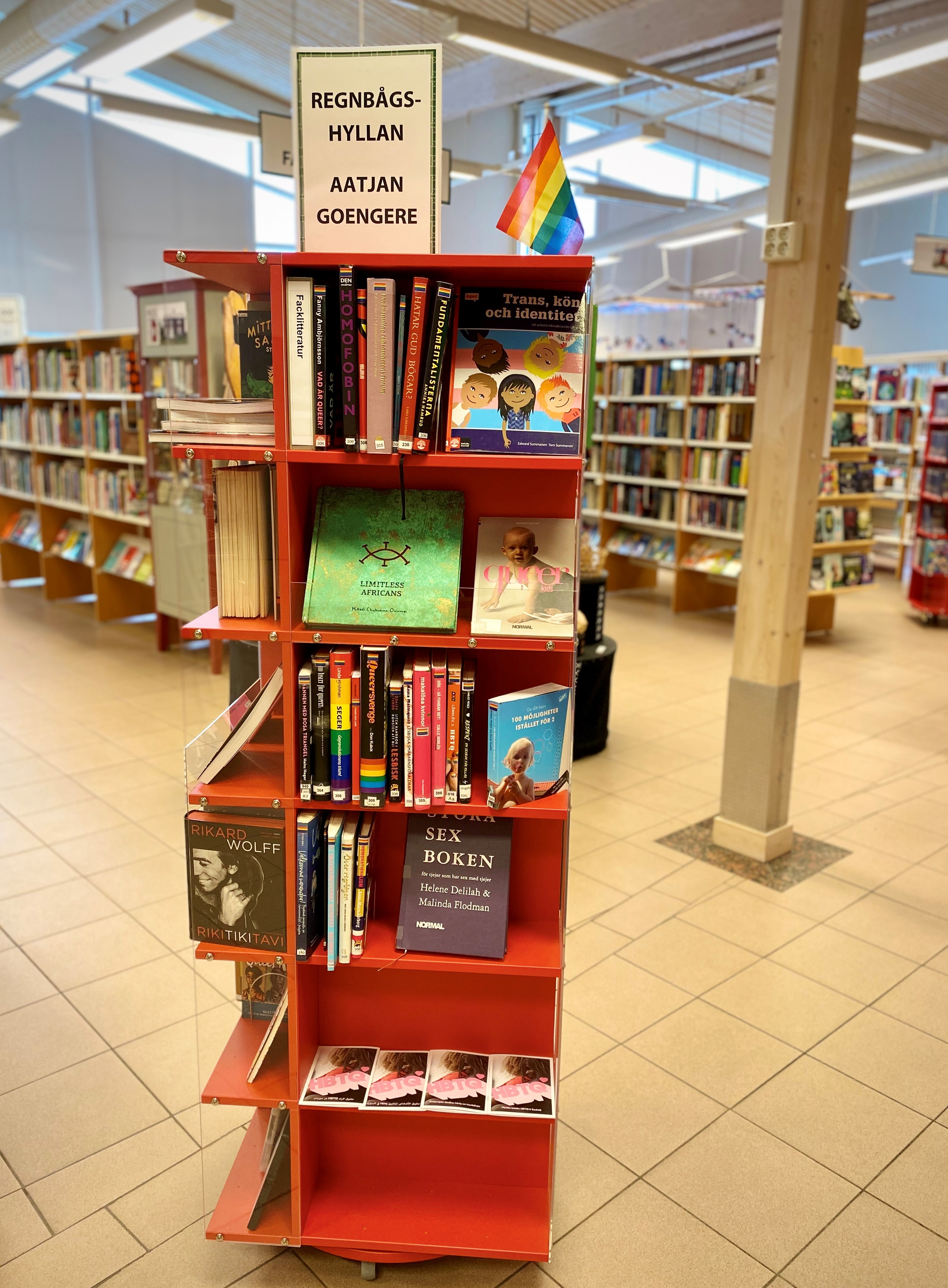
Dorotea bibliotek.
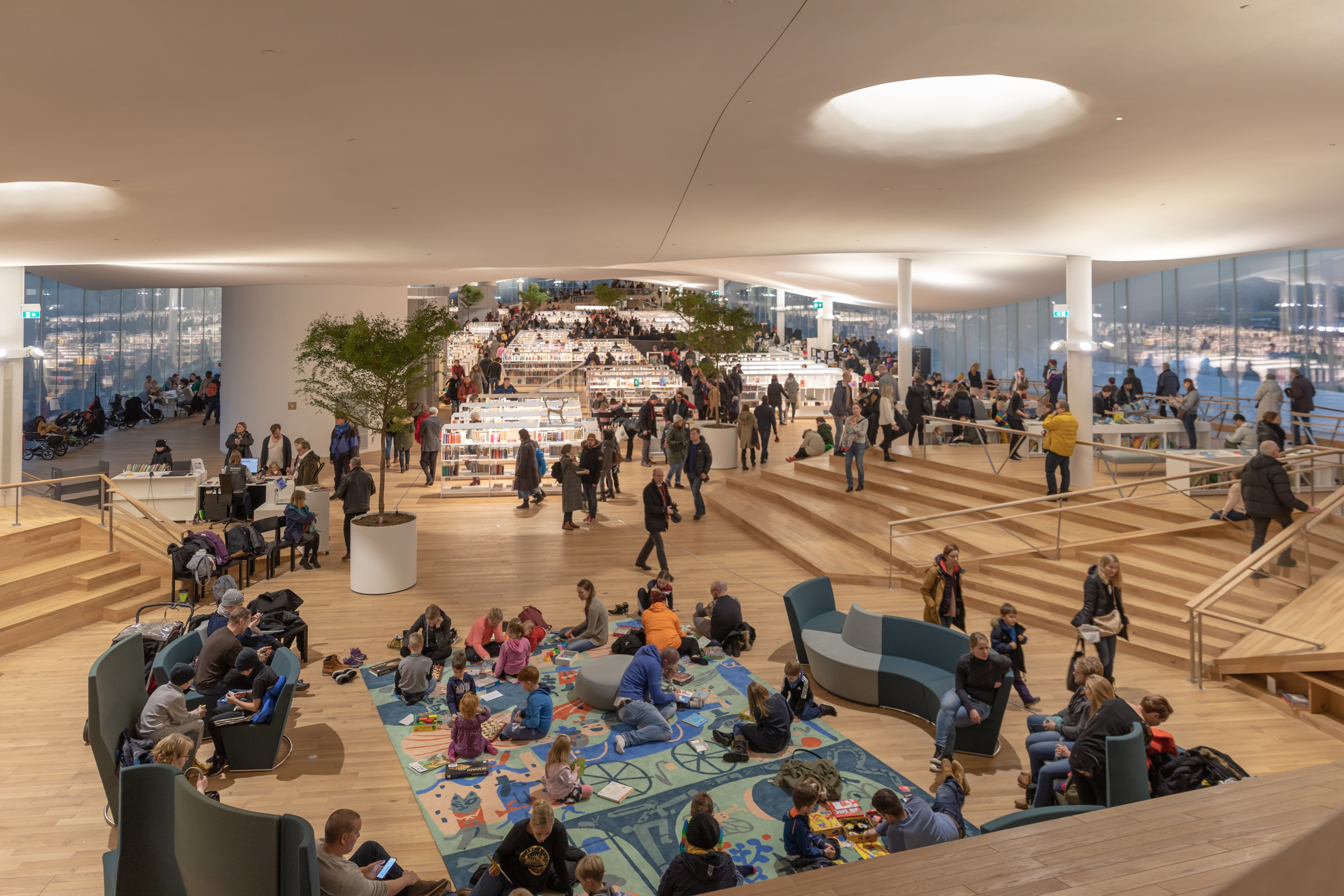
Interiör Oodi Helsingfors, Finland.
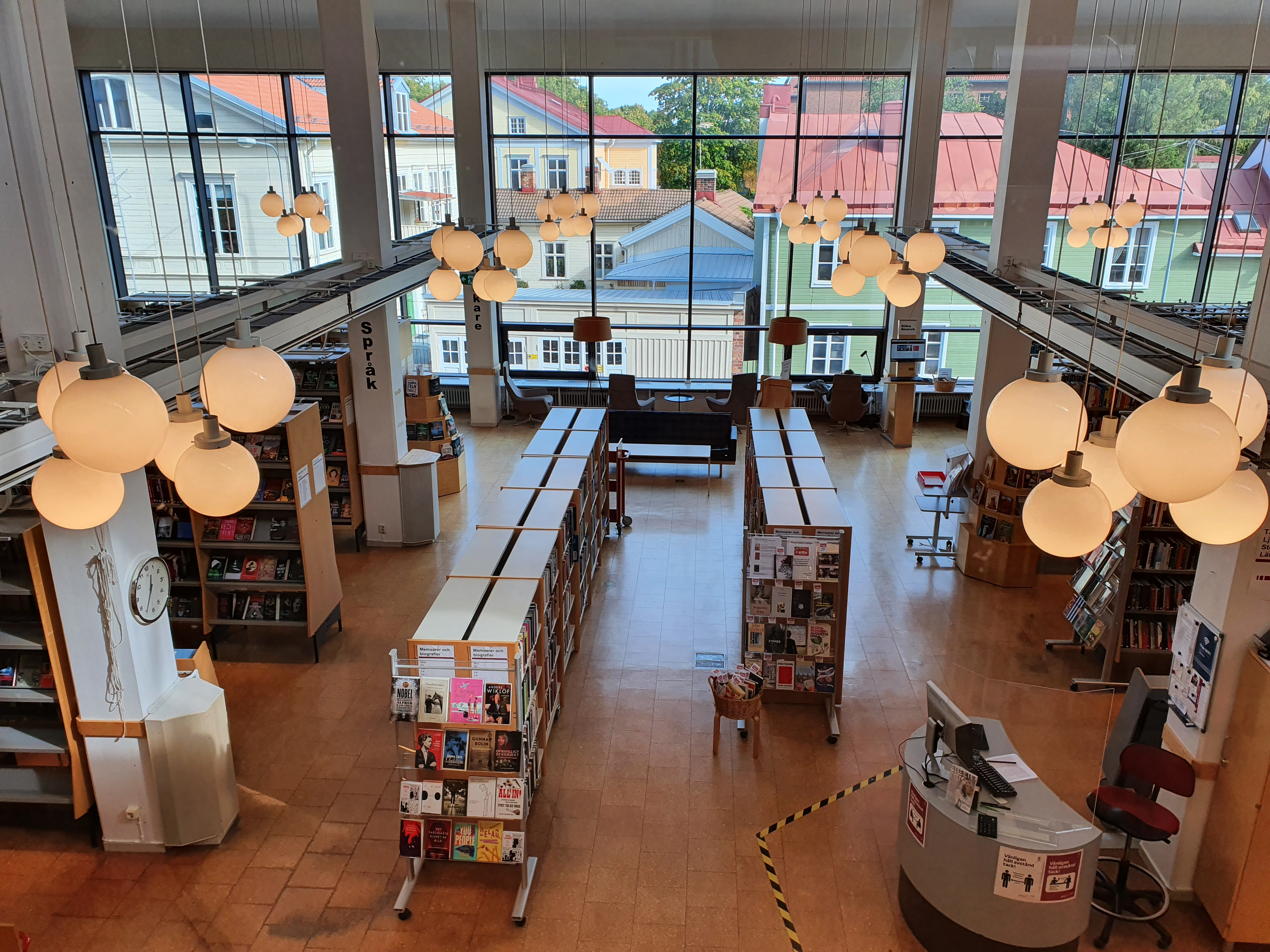
Interiör Gävle stadsbibliotek.
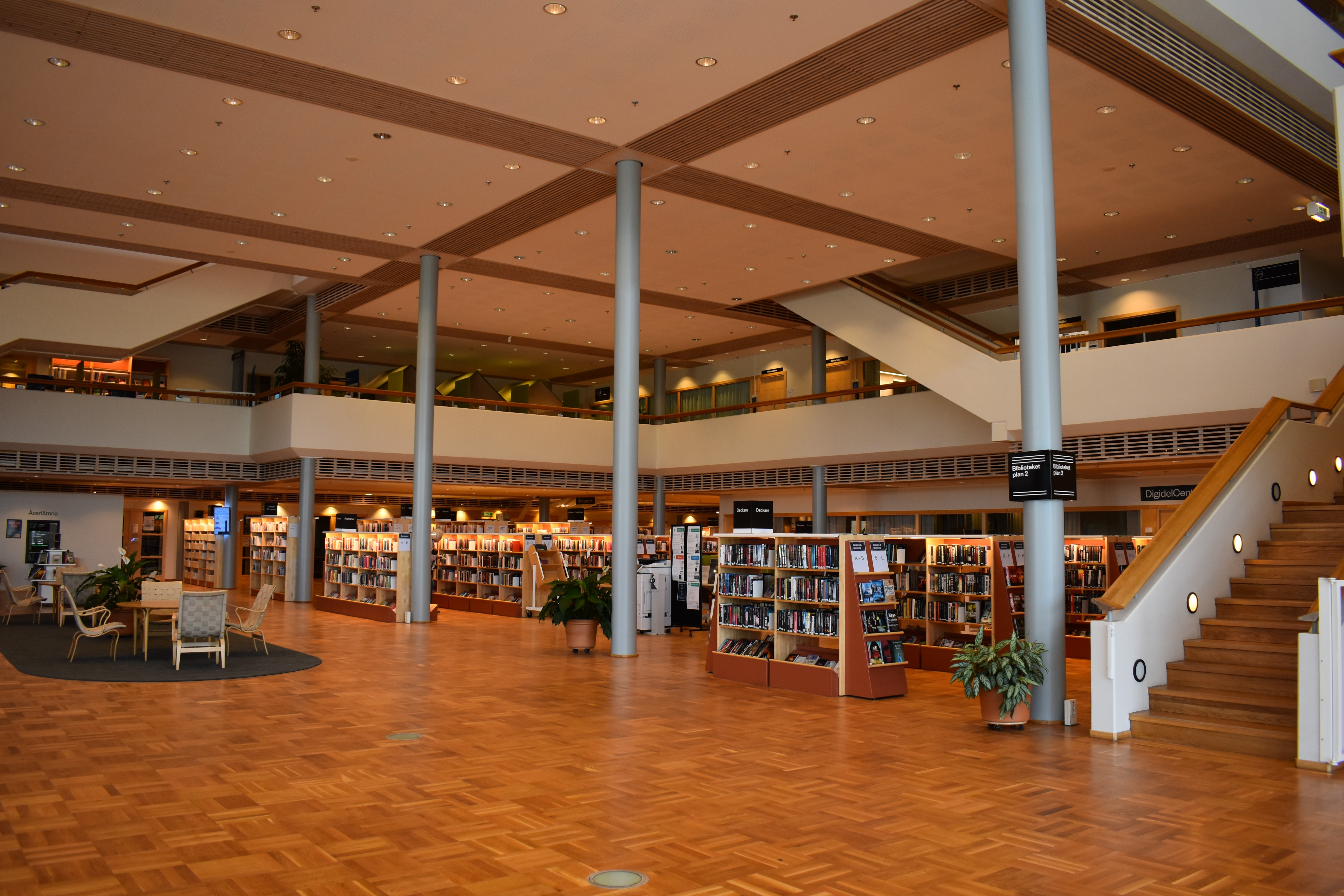
Interiör Härnösands bibliotek i Sambiblioteket